# 庖丁
庖丁，《庄子·养生主》篇章中，一个名叫「丁」的厨师 。
庖丁宰殺牛隻的技法非常娴熟，宰牛时的动作，發出的聲響，甚至可以作雅乐來欣赏了，他向梁文惠王介绍自己的心得。“我所追求的是道，我一开始宰牛时，看见的就是牛，三年后，看到的不是牛的全部了，到现在，我凭着感觉来，而不用眼睛看。”“我用这刀十九年了，也宰了数千头牛，而我的刀刃就像新的一般，那牛的关节有空隙，而我的刀刃则没有，用这无间的刀下在那有间的牛上，轻轻松松，游刃有余。”文惠王听了之后，加以赞赏说“我得到养生的道理了。”庖丁解牛后来成为一个成语，比喻经过长期实践，掌握了规律，做事得心应手，运用自如。

## 大眾文化
- 日本的菜刀也因此被称之为庖丁（包丁）。

- 在中国动画《秦时明月》，庖丁是墨家人物，或为《庄子》中庖丁的后代。